# Liste der Kulturdenkmale in der Seevorstadt
Die Liste der Kulturdenkmale in der Seevorstadt enthält die Kulturdenkmale des Stadtteils Seevorstadt in der Dresdner Gemarkung Altstadt I.

Diese Gemarkung gliedert sich in die Stadtteile Innere Altstadt, Pirnaische Vorstadt, Seevorstadt und Innere Wilsdruffer Vorstadt.

Außerdem werden hier auch die Kulturdenkmale der Bereiche der Seevorstadt aufgenommen, die zur Gemarkung Altstadt II gehören.

Die Anmerkungen sind zu beachten.
Diese Liste ist eine Teilliste der Liste der Kulturdenkmale in Dresden.

Diese Liste ist eine Teilliste der Liste der Kulturdenkmale in Sachsen.

## Legende
- Bild: Bild des Kulturdenkmals, ggf. zusätzlich mit einem Link zu weiteren Fotos des Kulturdenkmals im Medienarchiv Wikimedia Commons. Wenn man auf das Kamerasymbol klickt, können Fotos zu Kulturdenkmalen aus dieser Liste hochgeladen werden:
- Bezeichnung: Denkmalgeschützte Objekte und ggf. Bauwerksname des Kulturdenkmals
- Lage: Straßenname und Hausnummer oder Flurstücknummer des Kulturdenkmals. Die Grundsortierung der Liste erfolgt nach dieser Adresse. Der Link (Karte) führt zu verschiedenen Kartendiensten mit der Position des Kulturdenkmals. Fehlt dieser Link, wurden die Koordinaten noch nicht eingetragen. Sind diese bekannt, können sie über ein Tool mit einer Kartenansicht einfach nachgetragen werden. In dieser Kartenansicht sind Kulturdenkmale ohne Koordinaten mit einem roten bzw. orangen Marker dargestellt und können durch Verschieben auf die richtige Position in der Karte mit Koordinaten versehen werden. Kulturdenkmale ohne Bild sind an einem blauen bzw. roten Marker erkennbar.
- Datierung: Baubeginn, Fertigstellung, Datum der Erstnennung oder grobe zeitliche Einordnung entsprechend des Eintrags in der sächsischen Denkmaldatenbank
- Beschreibung: Kurzcharakteristik des Kulturdenkmals entsprechend des Eintrags in der sächsischen Denkmaldatenbank, ggf. ergänzt durch die dort nur selten veröffentlichten Erfassungstexte oder zusätzliche Informationen
- ID: Vom Landesamt für Denkmalpflege Sachsen vergebene, das Kulturdenkmal eindeutig identifizierende Objekt-Nummer. Der Link führt zum PDF-Denkmaldokument des Landesamtes für Denkmalpflege Sachsen. Bei ehemaligen Kulturdenkmalen können die Objektnummern unbekannt sein und deshalb fehlen bzw. die Links von aus der Datenbank entfernten Objektnummern ins Leere führen. Ein ggf. vorhandenes Icon  führt zu den Angaben des Kulturdenkmals bei Wikidata.

## Seevorstadt – Gemarkung Altstadt I
Hier sind die Kulturdenkmale der Seevorstadt aufgeführt, die in der Gemarkung Altstadt I liegen.
| Bild           | Bezeichnung                                                                  | Lage                               | Datierung                                                        | Beschreibung | ID       |
| -------------- | ---------------------------------------------------------------------------- | ---------------------------------- | ---------------------------------------------------------------- | --- | -------- |
| Weitere Bilder | Verwaltungsgebäude der Landesbauernschaft Sachsen (ehem.)                    | Ammonstraße 8 (Karte)              | 1936-1938 (Verwaltung)                                           | Verwaltungsgebäude; Baukörper mit Portalvorbau, Seitenflügeln und drei rückwärtig anschließenden Flügeln, eines der repräsentativsten Gebäude der NS-Zeit in Dresden, baugeschichtlich bedeutend. Ehem. Verwaltungsgebäude der Landesbauernschaft Sachsen, erbaut durch Otto Kohtz, Reliefs von Herbert Volwahsen (1946–1948 entfernt), heute Nutzung durch Deutsche Bahn AG. | 09213857 |
| Weitere Bilder | Margon-Leuchtreklame                                                         | Budapester Straße 3; 5 (Karte)     | um 1960 (Leuchtwerbung)                                          | Leuchtreklame; mehrfarbig, mit vereinfacht dargestelltem Glas und Inschrift (»trink Margonwasser, prickelnd, frisch«), wichtiges Zeugnis der DDR-Alltagskultur, zeigt ein für die damaligen Verhältnisse hohes gestalterisches Niveau, eines der letzten noch erhaltenen Exemplare in Dresden mit Seltenheitswert. | 09210296 |
| Weitere Bilder | Körnerdenkmal                                                                | Georgplatz (Karte)                 | 1869–1871 (Statue)                                               | Denkmal; Bronzestandbild auf hohem Granitpostament, gestalterisch und handwerklich bemerkenswerte Arbeit, Werk des lokal und regional berühmten Bildhauers Ernst Hähnel, künstlerisch und kunsthistorisch bedeutend. | 09214066 |
| Weitere Bilder | Ehemalige Betriebsgaststätte (Robotron-Kantine)                              | Lingnerallee (Karte)               | 1969–1972 (Kantine und Brüstungselemente); 1972 (Formsteinwände) | Eingeschossiges, flaches Gebäude aus Haupttrakt über quadratischem Grundriss und einem eingezogenen Zweckanbau an der Rückseite, trotz vorgefertigter Elemente kein Typen-Bau, sondern Solitär, einstige Raumstruktur im Wesentlichen noch erhalten, außen und innen künstlerisch gestaltete Elemente, wie Brüstungen aus Strukturbeton und Formsteinwände, Teil des Dresdner Robotron-Komplexes, bis 1989/90 Zentrum der Computerindustrie der DDR, Beispiel der Nachkriegsmoderne mit anspruchsvoller Gestaltung, industriegeschichtlich, baugeschichtlich und künstlerisch von Bedeutung | 09307456 |
| Weitere Bilder | Torpavillon                                                                  | Lingnerallee 12 (Karte)            | 1888 (Torhaus)                                                   | Torpavillon; eines von ehemals zwei an der Allee gelegenen, flankierten den Eingang zum Garten des Prinzen Georg, historisierender Kleinbau, vor allem baugeschichtlich, personengeschichtlich und ortsgeschichtlich bedeutend. | 09213964 |
| Weitere Bilder | Deutsches Hygiene-Museum; Statue des Ballwerfers                             | Lingnerplatz 1 (Karte)             | 1928–1930 (Museum), 1904–1907 (Statue)                           | Museumsgebäude von Wilhelm Kreis und Statue des Ballwerfers von Richard Daniel Fabricius; Vierflügelbau mit seitlich vorgezogenen niedrigeren Anbauten, als Ehrenhof gestalteter Platzanlage und Statue des Ballwerfers auf Postament, bedeutendster Bau des Neuen Bauens in Dresden, von singulärer architekturhistorischer Bedeutung, zudem künstlerisch sowie kulturgeschichtlich und personengeschichtlich von Belang, Statue künstlerisch wertvoll. | 09214043 |
| Weitere Bilder | Touristengarten                                                              | Prager Straße (Karte)              | 1965 Baubeginn (Gastwirtschaftsgarten)                           | Gartenanlage mit Natursteinmauern, Mauer aus Betonformsteinen, Treppenanlagen aus Kunststein, Pergola ebenfalls aus Beton und zeittypischer Bepflanzung aus Laub- und Nadelgehölzen, Stauden, Gräsern und Zwiebelpflanzen sowie Sockel barocker Sandsteinskulpturen auf der Rasenfläche, typisch für die 1960er Jahre, letzte erhaltene Beispiel der Freiflächengestaltung an der Prager Straße aus dieser Zeit, gartenkünstlerisch und wissenschaftlich von Bedeutung sowie singulär. | 09303473 |
| Weitere Bilder | »Dresden grüßt seine Gäste«                                                  | Prager Straße 3b (Karte)           | 1969 (Wand- und Deckenbild)                                      | Wandbild; ursprünglich am ehem. Restaurant »Bastei«, in Meißner Keramikmalerei von Kurt Sillack und Rudolf Lipowski, eines der letzten erhaltenen DDR-Wandbilder in Dresden (vgl. mit dem »Weg der roten Fahne« am Kulturpalast), darüber hinaus charakteristisches Beispiel für Kunst am Bau, markierte früher den Eingang in die Prager Straße, baugeschichtlich, kunstgeschichtlich und städtebaulich von Belang. | 09210348 |
| Weitere Bilder | Rundkino Dresden                                                             | Prager Straße 6 (Karte)            | 1970–1972 (Kino)                                                 | Kino; 20 Meter hoher Rundbaukörper, Saalbau in Gleitbauweise mit vorgehangenen emaillierten Stahlblechbändern, Dach Seilnetzhängekonstruktion, Fassade mit gestaltetem Stahlstabwerk, markantes Bauwerk im Stil der Moderne, baugeschichtlich, künstlerisch und städtebaulich bedeutend. | 09210422 |
| Weitere Bilder | Studentenwohnheim                                                            | St. Petersburger Straße 21 (Karte) | 1960–1963 (Studentenwohnheim)                                    | Hochhaus mit flachem Anbau, Lochfassaden, Dachterrasse und Flugdach, bildet mit den Gebäuden St. Petersburger Straße 25 und 29 eine markante Dreiergruppe, die ersten Großplattenbauten in Dresden, Pilotprojekt, baugeschichtlich und städtebaulich bedeutend. Errichtet nach Entwürfen von Heinrich Rettig, Manfred Gruber und Rolf Ermisch. | 09210340 |
| Weitere Bilder | Studentenwohnheim und Figurengruppe „Studentische Jugend“ oder „Zwei Frauen“ | St. Petersburger Straße 25 (Karte) | 1960–1963 (Studentenwohnheim), 1963 (Figurengruppe)              | Studentenwohnheim und Figurengruppe „Studentische Jugend“ oder „Zwei Frauen“ von Wieland Förster; Hochhaus mit flachem Anbau, Lochfassaden, Dachterrasse und Flugdach, bildet mit den Gebäuden St. Petersburger Straße 21 und 29 eine markante Dreiergruppe, die ersten Großplattenbauten in Dresden, Pilotprojekt, baugeschichtlich und städtebaulich bedeutend. | 09210341 |
| Weitere Bilder | Studentenwohnheim und Figurengruppe                                          | St. Petersburger Straße 29 (Karte) | 1960–1963 (Studentenwohnheim), um 1960 (Figurengruppe)           | Hochhaus mit flachem Anbau, Lochfassaden, Dachterrasse und Flugdach, bildet mit den Gebäuden St. Petersburger Straße 21 und 25 eine markante Dreiergruppe, die ersten Großplattenbauten in Dresden, Pilotprojekt, baugeschichtlich und städtebaulich bedeutend. | 09210342 |
| Weitere Bilder | AOK-Gebäude; Allgemeine Ortskrankenkasse                                     | Sternplatz 7 (Karte)               | 1912-1913 (Krankenkasse)                                         | Verwaltungsgebäude der AOK, dazu gestalteter Schmuckplatz mit Sitzecke und Plastik; Baukörper mit Innenhöfen, Seitentrakten und Rückfront, Gestaltung versachlicht und dennoch repräsentativ, mit Dachreiter, eines der bemerkenswertesten Gebäude der Reformbaukunst nach 1900, vom lokal und regional bedeutsamen Büro Rudolf Schilling und Julius Graebner, baugeschichtlich, ortsgeschichtlich und künstlerisch bedeutend. | 09213951 |
| Weitere Bilder | Hauptbahnhof Dresden                                                         | Wiener Platz 4 (Karte)             | 1893–1898 (Empfangsgebäude), 1895 (Figurengruppe mit Saxonia)    | Bahnhofsgebäude mit Portal des Ostbaus und Pavillonanbau an der Nordseite; Bahnsteighalle, dreischiffig, mit vor das mittlere Schiff gesetztem Empfangsgebäude, trotz baulicher Veränderungen einer der architektonisch bedeutsamsten deutschen Bahnhöfe aus dem späten 19. Jahrhundert, Hauptfassade durch Kuppel und seitliche Turmbauten gestalterisch hervorgehoben, an der Nordseite Pavillonanbau (sog. Königspavillon), Anlage vor allem baugeschichtlich und künstlerisch bedeutend, zudem von Belang für die Verkehrsgeschichte. Errichtet von Ernst Giese und Paul Weidner, 1945 beschädigt und von 1949 bis 1950 vereinfacht wiederaufgebaut, Sanierung 2000 bis 2006 u. a. nach Plänen von Norman Foster (Dachkonstruktion). | 09213823 |
| Weitere Bilder | Dienstgebäude und Treppenhaus im moderneren Anbau                            | Wiener Straße 5b (Karte)           | 1935–1936 (Verwaltungsgebäude), um 1959 (Treppenhaus)            | repräsentativer Bau mit vier Flügeln um einen Innenhof, die Eingangszone durch vorgelagerte monumentale Pfeilerhalle und Freitreppe hervorgehoben, heute von der Deutschen Bahn AG genutzt, markanter Bau aus den 1930er Jahren, baugeschichtlich bedeutend, das Treppenhaus der 1960er gestalterisch anspruchsvoll und prägnant. Architekt: Richard Spröggel. | 09216626 |

## Seevorstadt – Gemarkung Altstadt II
Hier sind die Kulturdenkmale der Seevorstadt aufgeführt, die in der Gemarkung Altstadt II liegen.
| Bild           | Bezeichnung | Lage                                            | Datierung                                                                | Beschreibung | ID       |
| -------------- | --- | ----------------------------------------------- | ------------------------------------------------------------------------ | --- | -------- |
| Weitere Bilder | Sachgesamtheit Blüherpark mit mehreren Einzeldenkmalen                                                                   | Altstadt I, Blüherstraße (Karte)                | 1764–1770 (Sachgesamtheit)                                               | Sachgesamtheit Blüherpark mit folgenden Einzeldenkmalen (ID-Nr. 09214067): Parkanlage mit Plastiken, Brunnen, großen Sandsteinvasen usw. (zwischen Bürgerwiese, Zinzendorfstraße, Lingnerallee, Hauptallee und Blüherstraße); einer der bedeutendsten Gärten Dresdens, erster Garten in Dresden, der nach englischem Vorbild umgestaltet wurde. | 09306814 |
| Weitere Bilder | Parkanlage Blüherpark mit Plastiken, Brunnen, großen Sandsteinvasen (Einzeldenkmal zu ID-Nr. 09306814)                   | Altstadt I, Blüherstraße (Karte)                | 1764–1770 (Parkanlage), um 1744/45 (Figurengruppe), um 1750 (Sitzstatue) | Einzeldenkmale der Sachgesamtheit Blüherpark: Parkanlage mit Plastiken, Brunnen, großen Sandsteinvasen usw. (zwischen Bürgerwiese, Zinzendorfstraße, Lingnerallee, Hauptallee und Blüherstraße); einer der bedeutendsten Gärten Dresdens, erster Garten in Dresden, der nach englischem Vorbild umgestaltet wurde. | 09214067 |
| Weitere Bilder | Sachgesamtheit Bürgerwiese mit mehreren Einzeldenkmalen                                                                  | Altstadt I und Altstadt II, Bürgerwiese (Karte) | 1843–1850 (Sachgesamtheit)                                               | Sachgesamtheit Bürgerwiese mit folgenden Einzeldenkmalen: Parkanlage und begleitende Straßenräume (ID-Nr. 09306815) mit den Gartenskulpturen Badende (ID-Nr. 09213829), Otto-Ludwig-Denkmal (ID-Nr. 09213830), Zwei Mütter (ID-Nr. 09213831), Mozartbrunnen (ID-Nr. 09213833), Henkelvase (ID-Nr. 09213834), Mucius Scaevola (ID-Nr. 09213835), Perikles (ID-Nr. 09213836) Thalestris (ID-Nr. 09213837), Alkibiades (ID-Nr. 09213838), Venus, Amor die Flügel beschneidend (ID-Nr. 09213839) und Siegfrieds Tod (ID-Nr. 09210353), Lennéplatz; romantische Parkanlage mit Grünflächen, Bäumen, Teich einschl. Fontäne, Bachlauf und Plastiken, die begleitenden Straßenräumen an Bürgerwiese, Parkstraße und Lennéplatz mit Alleecharakter, einzigartige gartenkünstlerische Anlage (siehe auch Auflistung der einzelnen Plastiken und Lennéplatz). | 09214065 |
|                | Bürgerwiese: Parkanlage und begleitende Straßenräume auf der sog. Inneren Bürgerwiese (Einzeldenkmal zu ID-Nr. 09214065) | Altstadt I, Bürgerwiese (Karte)                 | 1843–1850 (Parkanlage)                                                   | Einzeldenkmal der Sachgesamtheit Bürgerwiese: Parkanlage und begleitende Straßenräume; romantische Parkanlage mit Grünflächen, Bäumen, Teich einschl. Fontäne, Bachlauf und Plastiken, die begleitenden Straßenräumen an Bürgerwiese, Parkstraße und Lennéplatz mit Alleecharakter, einzigartige gartenkünstlerische Anlage (siehe auch Auflistung der einzelnen Plastiken und Lennéplatz). | 09306815 |
| Weitere Bilder | Mucius Scaevola; Bürgerwiese (Einzeldenkmal zu ID-Nr. 09214065)                                                          | Altstadt I, Bürgerwiese (Karte)                 | 2. Hälfte 18. Jh. (Statue)                                               | Einzeldenkmal der Sachgesamtheit Bürgerwiese: Statue des Mucius Scaevola; Sandsteinskulptur auf Postament; künstlerisch bedeutend. | 09213835 |
| Weitere Bilder | Perikles; Bürgerwiese (Einzeldenkmal zu ID-Nr. 09214065)                                                                 | Altstadt I, Bürgerwiese (Karte)                 |                                                                          | Einzeldenkmal der Sachgesamtheit Bürgerwiese: Statue des Perikles; Sandsteinskulptur auf Postament; künstlerisch bedeutend. | 09213836 |
| Weitere Bilder | Thalestris; Bürgerwiese (Einzeldenkmal zu ID-Nr. 09214065)                                                               | Altstadt I, Bürgerwiese (Karte)                 |                                                                          | Einzeldenkmal der Sachgesamtheit Bürgerwiese: Statue der Thalestris; Sandsteinskulptur auf Postament; künstlerisch bedeutend. | 09213837 |
| Weitere Bilder | Alkibiades; Bürgerwiese (Einzeldenkmal zu ID-Nr. 09214065)                                                               | Altstadt I, Bürgerwiese (Karte)                 | 2. Hälfte 18. Jh. (Statue)                                               | Einzeldenkmal Sachgesamtheit Bürgerwiese: Statue des Alkibiades; Sandsteinskulptur auf Postament, künstlerisch bedeutend. | 09213838 |
| Weitere Bilder | Mozartdenkmal; Bürgerwiese (Einzeldenkmal zu ID-Nr. 09214065)                                                            | Altstadt I, Bürgerwiese (Karte)                 | 1907 (Brunnenplastik)                                                    | Einzeldenkmal der Sachgesamtheit Bürgerwiese: Brunnenanlage mit Brunnenplastik/Figurengruppe; drei vergoldete, um eine Rundstele mit der Aufschrift Mozart tanzende weibliche Gestalten auf Sockel, mit Steineinfassung und Brunnenbecken, kunstgeschichtlich und künstlerisch bedeutend. | 09213833 |
| Weitere Bilder | Henkelvase; Bürgerwiese (Einzeldenkmal zu ID-Nr. 09214065)                                                               | Altstadt I, Bürgerwiese (Karte)                 | 18. Jh. (Gartenvase)                                                     | Einzeldenkmal der Sachgesamtheit Bürgerwiese: Henkelvase mit mythologischen Szenen, auf Postament; künstlerisch bedeutend. | 09213834 |
| Weitere Bilder | Venus, Amor die Flügel beschneidend; Bürgerwiese (Einzeldenkmal zu ID-Nr. 09214065)                                      | Bürgerwiese (Karte)                             | bezeichnet 1886 (Figurengruppe)                                          | Einzeldenkmal der Sachgesamtheit Bürgerwiese: Skulptur auf rundem Postament; künstlerisch bedeutend. | 09213839 |
| Weitere Bilder | Zwei Mütter; Bürgerwiese (Einzeldenkmal zu ID-Nr. 09214065)                                                              | Bürgerwiese (Karte)                             | 1899–1902 (Figurengruppe)                                                | Einzeldenkmal der Sachgesamtheit Bürgerwiese: Figurengruppe auf Steinsetzung; Bronzeskulptur einer Mutter mit Kind und einer Löwin mit Junges auf Bruchgestein, gestalterisch anspruchsvoll und expressiv ausgeführtes Bildwerk, künstlerisch bedeutend. | 09213831 |
| Weitere Bilder | Otto-Ludwig-Denkmal; Bürgerwiese (Einzeldenkmal zu ID-Nr. 09214065)                                                      | Bürgerwiese (Karte)                             | bezeichnet 1911 (Büste)                                                  | Einzeldenkmal Sachgesamtheit Bürgerwiese: Porträtstele; Herme, anspruchsvolle Gestaltung, die sich auf das Wesentliche konzentriert, künstlerisch bedeutend. | 09213830 |
| Weitere Bilder | Badende; Nymphenbrunnen; Bürgerwiese (Einzeldenkmal zu ID-Nr. 09214065)                                                  | Bürgerwiese (Karte)                             | 1908 (Brunnenplastik)                                                    | Einzeldenkmal Sachgesamtheit Bürgerwiese: Brunnenanlage mit Figur und Steinsetzungen; Marmorskulptur einer Badenden mit Sitzbank auf Steinsockel mit Brunneneinfassung, Sitzbänken, Bruchgestein und Abstufung, künstlerisch bedeutend. | 09213829 |
|                | Bürgerwiese: Parkanlage und begleitende Straßenräume auf der sog. Äußeren Bürgerwiese (Einzeldenkmal zu ID-Nr. 09214065) | Bürgerwiese (Karte)                             | 1843–1850 (Parkanlage)                                                   | Einzeldenkmal der Sachgesamtheit Bürgerwiese: Parkanlage und begleitende Straßenräume; romantische Parkanlage mit Grünflächen, Bäumen, Teich einschl. Fontäne, Bachlauf und Plastiken, die begleitenden Straßenräumen an Bürgerwiese, Parkstraße und Lennéplatz mit Alleecharakter, einzigartige gartenkünstlerische Anlage (siehe auch Auflistung der einzelnen Plastiken und Lennéplatz). | 09306816 |
|                | Kinderkrippe | Gret-Palucca-Straße 3 (Karte)                   | 1963–1964 (Kinderkrippe)                                                 | Anlage aus zwei hintereinander angeordneten Riegeln, mittigem Verbindungsgang und zwei Innenhöfen, die jeweils von einer leicht nach außen gestellten schrägen Wand begrenzt werden, funktional und gestalterisch bemerkenswerte Lösung, zudem markantes Beispiel der Nachkriegsmoderne in der DDR, baugeschichtlich und sozialgeschichtlich bedeutend. | 09219006 |
| Weitere Bilder | Georg-Arnhold-Bad | Helmut-Schön-Allee 2; 2a; 2b (Karte)            | 1926 (Freibad), bezeichnet 1923, Stele (Bildwerk)                        | Brunnenhof sowie zwei Torhäuser und Stelen als Zugang eines Freibades; Brunnenhof, ein Vierflügelbau mit vorgelagerten Treppen und Brunnen, belebt von stark vereinfachten neogotischen Gestaltungselementen, den Spitzbogenöffnungen, charakteristisches architektonisches Zeugnis seiner Zeit, auch die Eingangsanlage zeittypisch, und trotz ihres schlichten Erscheinungsbildes vom Architekten wirkungsvoll in Szene gesetzt, die Baulichkeiten erinnern vor allem an das wohl bedeutsamste Dresdner Freibad und an seinen jüdischen Mäzen Georg Arnhold (1859–1926), baugeschichtlich, ortsgeschichtlich und personengeschichtlich bedeutend. | 09213963 |
| Weitere Bilder | Siegfrieds Tod; Bürgerwiese (Einzeldenkmal zu ID-Nr. 09214065)                                                           | Lennéplatz (Karte)                              | 1936 (Skulptur)                                                          | Einzeldenkmal der Sachgesamtheit Bürgerwiese: Statue; Beispiel eines um 1935 zeittypischen pathosgeladenen und heroisierenden Realismus, dennoch anspruchsvoll, kunsthistorisch und künstlerisch bedeutend. | 09210353 |
| Weitere Bilder | Parkanlage Blüherpark mit Plastiken, Brunnen, großen Sandsteinvasen (Einzeldenkmal zu ID-Nr. 09306814)                   | Lingnerallee (Karte)                            | 1764–1770 (Parkanlage), um 1744/45 (Figurengruppe), um 1750 (Sitzstatue) | Einzeldenkmale der Sachgesamtheit Blüherpark: Parkanlage mit Plastiken, Brunnen, großen Sandsteinvasen usw. (zwischen Bürgerwiese, Zinzendorfstraße, Lingnerallee, Hauptallee und Blüherstraße); einer der bedeutendsten Gärten Dresdens, erster Garten in Dresden, der nach englischem Vorbild umgestaltet wurde. | 09214067 |
| Weitere Bilder | Villa mit Einfriedung, seitlich aus Betonformsteinelementen                                                              | Wiener Straße 36 (Karte)                        | 1871–1872 (Villa)                                                        | markanter Bau mit gestalterisch hervorgehobenem Mittelrisalit, charakteristisches Anwesen der Semper-Nicolai-Schule, einer Dresdner Spielart der Neorenaissance, ästhetisch anspruchsvoll, baugeschichtlich und künstlerisch bedeutend sowie als Teil des markanten Straßenzuges der Wiener Straße auch stadtentwicklungsgeschichtlich von Belang. | 09212247 |

## Ausführliche Denkmaltexte
1. ↑  Denkmaltext

Der damalige Margon-Eigentümer Artur Kunz hatte die Schriftzüge Ende der 1950er Jahre an der Ruine des Hotels "Excelsior" anbringen lassen. Als das Hotel abgerissen wurde, wies man der Margon-Werbung ihren heutigen Platz am Gebäude Budapester Straße 5 zu. Seinerzeit war dort der Wirtschaftsrat untergebracht. Die Montage am neuen Standort erledigte 1967–1968 die Firma Neon-Müller. Die mehrfarbig Leuchtreklame bildet ein wichtiges Zeugnis der DDR-Alltagskultur und zeigt dabei ein für die damaligen Verhältnisse hohes gestalterisches Niveau. Abgesehen davon ist sie, eines der letzten noch erhaltenen Exemplare dieser Art in Dresden mit Seltenheitswert (LfD, 2011).
2. ↑  Denkmaltext

Der Torpavillon an der Lingnerallee in Dresden war mit einem gleich gestalteten Pedant-Bau einst Teil des heute als Blüherpark bezeichneten Areals. Es entstand 1639, als Freiherr Georg von Rechenberg (1610–1664) einen Teil der Fläche erwarb. Die Anlage wurde stetig vergrößert und verändert. Mehrfach wechselten deren Besitzer, vor allem dem sächsischen Herrscherhaus der Wettiner, anverwandte oder nahestehende Personen. Ein wichtiger Eigentümer war Johann Georg, Chevalier de Saxe (1704–1774), ein unehelicher Sohn August des Starken. Nachdem er die Parkanlage 1764 erworben hatte, ließ er ein Palais erbauen. Es diente später als Wohnsitz des jeweils zweitgeborenen Prinzen der Wettiner, daher die Bezeichnung Sekundogenitur, was zu zahlreichen baulichen Erweiterungen führte. Im Laufe des 19. Jahrhunderts, vor allem unter Prinz Georg (1832–1904), nur von 1902 bis zu seinem Tod König, kam es zu den gravierendsten Veränderungen am Bestand. Er verkaufte 1888 den ganzen nördlichen Teil der Gartenflächen. Die hier bis dahin befindlichen Wirtschafts- und Nutzgebäude wurden abgebrochen und manches verlegt, so die Hofgärtnerei, welche einen Platz in der südöstlichen Feldparzelle an der Bürgerwiese zugewiesen bekam. Bald markierte die Johann-Georgen-Allee, heute Lingnerallee, die nördliche Grenze des prinzlichen Anwesens. An der damaligen Langen Straße wurde an das Stallgebäude ein Verwaltungsgebäude und Beamtenwohnhaus gebaut. Im Zuge der beschriebenen Veränderung entstand eine neue Umfassungsmauer mit zwei Torpavillons.
Der östliche der beiden Pavillons hat sich an der Lingnerallee erhalten und stellt die einstige Gartengrenze an dieser Seite dar. Er erscheint als historisierender, oktogonaler Bau aus Sandstein mit eineinhalb Geschossen und Flachdach. Die Fassaden zeigen eine klare Formsprache mit zwei jeweils zwei Öffnungen, wobei die Straßenfront durch zwei Fenster, von der Gruppierung Tür und Fenster an den anderen Seiten abweicht. Gestalterische Akzente werden durch Dreiecksgiebel und Eckquaderungen gesetzt.
Der historisierende Kleinbau bildet ein für seine Zwecke ansprechendes Beispiel der Architektur im ausgehenden 19. Jahrhundert, mit Quaderungen und architravierten Öffnungen vor allem in Anlehnung an die Renaissance, was seine baugeschichtliche Bedeutung begründet. Darüber hinaus erinnert es als letztes dingliches Zeugnis, abgesehen von noch vorhandener Gartenausstattung im Blüher-Park, an die Anlage von Prinzenpalais oder Sekundogenitur für die zweitgeborenen Prinzen der Wettiner und hat somit einen personengeschichtliche und ortsgeschichtliche Bedeutung mit Seltenheitswert (LfD/2013, 2018).

Literatur: Barbara Bechter: Vom Rechenbergischen Garten zum Blüherpark. In: Die Gartenkunst. Band 17, Nr. 1, 2005, S. 135.
3. ↑  Denkmaltext

Das 1970–1972 nach Plänen von Gerhard Landgraf, dem Grundkonzept von Winfried Sziegoleit und Manfred Fasold folgend, errichtete Rundkino ist aus baugeschichtlichen, künstlerischen und städtebaulichen Gründen ein Kulturdenkmal. Es gehört ohne Zweifel zu den gestalterische und konstruktiv bemerkenswertesten Kinobauten der Nachkriegsmoderne in beiden Teilen Deutschlands. Dabei erscheint das Rundkino in Aufbau und Form singulär. Als Teil der Prager Straße ist das Rundkino auch städtebaulich von Belang. Es bildete eine der Dominanten des gesamten Straßenzuges. Leider wird diese Dominantenfunktion durch die Verdichtung der Prager Straße in den letzten Jahren beeinträchtigt, ist aber strukturell noch evident. Hinsichtlich der Bedeutung vergleichbare Beispiele, wie die beiden Berliner Kinos „International“ und „Kosmos“, stehen schon seit geraumer Zeit in der Denkmalliste Berlins.
Seit dem 10. Oktober 2003 steht das Rundkino unter Denkmalschutz. Eine Pressemitteilung gibt dies der Öffentlichkeit wenige Tage später mit großer Ausführlichkeit bekannt.
4. ↑  Denkmaltext

Die Statue des Alkibiades ist eine von vier frühklassizistischen Sandsteinskulpturen, die im Jahr 1854 vom Garten des vormaligen Palais Brühl-Marcolini auf die Bürgerwiese versetzt worden sind. Am nördlichen Ende der sogenannten Inneren Bürgerwiese sind die von Thaddäus Ignaz Wiskotschill (1753–1795) geschaffenen Statuen um ein Rondell herum aufgestellt worden. Graf Camillo Marcolini (1739–1814) gab die vier Skulpturen etwa 1785 als Teil eines sechs Figuren umfassenden Programms bei Wiskotschill in Auftrag. Die leicht überlebensgroßen Bildnisse antiker Helden waren bestimmt für die Ausschmückung seines Palastgartens. Im Garten dieses seit dem Ende des 18. Jahrhunderts als Friedrichstädter Krankenhaus genutzten Anwesens finden sich heute noch die zum Programm gehörigen Statuen der Skythenkönigin Tomiris und des Themistokles.
Das auf einem hochrechteckigen Postament präsentierte Standbild eines Jünglings in antiker Rüstung wird gemeinhin als ein Bildnis des griechischen Helden Alkibiades gedeutet. Bekleidet ist die Statue mit einer kurzen Tunika, einem Brustpanzer und wadenhohen Sandalen. Über dem linken, angewinkelten Arm trägt sie einen Mantel, welcher der Figur im rückwärtigen Bereich zusätzlich Standfestigkeit verleiht. Den gelockten Kopf wendet Alkibiades nach links, sodass der Betrachter ihn aus der Frontalansicht nur im Profil wahrnimmt. Mit dem rechten Arm stützt er sich auf eine Art Schiffsschnabel. An dieser Stelle ist dem Bildnis eine kleine Eule, das Sinnbild Athens, attributiv beigeordnet. Standbein der Figur ist das rechte, vor dem das linke Spielbein locker gekreuzt wird.
5. 1 2  Der 1753 in Prag geborene Künstler Wiskotschill ging zunächst bei seinem Vater in die Lehre, bevor er im Jahr 1772 nach dessen Tod auf Reisen nach Dresden gelangte, wo er zunächst bei dem ehemaligen Hofbildhauer Langbein arbeitete. Drei Jahre später stellte ihn Graf Detlev von Einsiedel (1773–1861) in seiner Eisengießerei in Mückenberg, dem späteren Lauchhammer, an. Die erfolgreiche Entwicklung eines speziellen Wachsausschmelzverfahrens für das Gießen von Freiplastik ließ Wiskotschill zum künstlerischen Leiter der Einsiedelschen Eisengießerei aufsteigen. Graf von Einsiedel förderte ihn, indem er ihm zum einen die Möglichkeit bot, sein Können an den Akademien in Dresden und Leipzig zu vervollkommnen, und ihn zum anderen seinem langjährigen Förderer, dem Grafen Camillo Marcolini, empfahl. Marcolini, der am Hof des Kurfürsten Friedrich August III. Karriere machte, nahm Ende des 18. Jahrhunderts entscheidenden Einfluss auf die Entwicklung der Kunst in Sachsen. Als Oberhofmeister oblagen ihm nicht nur die Direktion der Meißner Porzellanmanufaktur und der Steingutfabrik in Hubertusburg, seit 1780 hatte er zusätzlich die Direktion der Dresdner Kunstakademie sowie der Kurfürstlichen Sammlungen inne. Im Jahr 1809 stieg er sogar zum Kabinettsminister auf. Für Marcolini, in dessen Dienste Wiskotschill 1782 trat, schuf dieser unter anderem Figurenfriese, Hermen, Kolossalköpfe und Sandsteinvasen.
Das Werk Wiskotschills einschl. der hier zu beurteilenden Figur dokumentiert die nachbarocke Entwicklung der Bildhauerkunst am sächsischen Hof. Im 19. Jahrhundert eher gering geschätzt, würdigen erst neuere Untersuchungen Wiskotschills selbständige Entwicklung einer neuen Formensprache, die sich unabhängig von einer künstlerischen Schulung in Italien antiken Vorbildern annäherte. Nicht nur inhaltlich, sondern auch kompositionell nimmt Wiskotschill Bezug auf antike Bildwerke. Gleichzeitig verleugnen die Werke aber auch nicht seine Ausbildung an barocker Skulptur. Nicht zuletzt belegt die intensive Förderung seitens des Grafen Marcolini die Wertschätzung, die den im Ausdruck gegenüber barocker Kunst gemäßigten Bildwerken Wiskotschills von den Zeitgenossen entgegengebracht wurde (LfD/2014). Literatur:
  - Georg Beutel: Die Bürgerwiese in Dresden. (= Geschichtliche Wanderfahrten. Nr. 52). Dresden 1938.
  - Heinrich Keller: Nachrichten von allen in Dresden lebenden Künstlern. Leipzig 1788.
  - Gustav Otto Müller: Vergessene und halbvergessene Dresdner Künstler des vorigen Jahrhunderts. Dresden 1895.
  - Rainer Richter: Die Kunst in Sachsen unter dem Einfluss des Ministers Camillo Graf Marcolini. In: Keramos, Zeitschrift der Gesellschaft der Keramikfreunde e. V. Düsseldorf. Heft 126, Bramsche Okt. 1989, S. 7–26.
6. ↑  Denkmaltext

Das im Jahr 1907 auf der Bürgerwiese feierlich eingeweihte Mozartdenkmal des Berliner Bildhauers Hermann Hosaeus (1875–1958) ist markanter Bestandteil des bildnerischen Schmucks der Inneren Bürgerwiese. Sein Standort nördlich der Zinzendorfer Straße geht zurück auf den Wunsch des Dresdner Mozartvereins als Stifter des Denkmals. 1902 lud der Verein vier namhafte Dresdner Künstler ein, Entwürfe für das Denkmal zu liefern. Die Ergebnisse des Wettbewerbs fanden jedoch keinen Anklang. Anders verhielt es sich mit dem 1903 aus eigenem Antrieb eingereichten Entwurf des Berliners Hermann Hosaeus, den die Kommission einstimmig annahm. Hosaeus‘ Entwurf würdigte das Andenken an den Komponisten nicht in Form eines Bildnisses, vielmehr stellt sein Denkmal den Versuch dar, Mozarts musikalisches Vermächtnis allegorisch zu fassen. „Um einen Altar, dem Genius des Meisters geweiht, tanzen drei Frauengestalten einen leichten Reigen: sie sollen eine Verkörperung jenes graziösen Dreiklangs sein, der Mozarts Kunst ausmacht, des Ernstes, der Grazie und der Heiterkeit. Die ernste Frauengestalt, welche einer melodiösen Schmiegsamkeit nicht entbehren soll, wird von der graziösen Psyche an der Hand gefasst, eine Geste, die sagen mag, dass die Grazie das eigentliche Element der Mozartschen Musik ist, in der Gestalt einer leichtgeschürzten Bacchantin soll heiter und übermütig der Reigen ausklingen,“ (H. Hosaeus, zitiert nach Beutel, 1938). Die Reste der 1945 stark beschädigten, vergoldeten Bronzefiguren wurden nach dem Krieg im Lapidarium Dresden in der Ruine der Dresdner Zionskirche aufbewahrt. Erst 1991 ist der rekonstruierte Mozartbrunnen anlässlich Mozarts 200. Todestages an seinen ursprünglichen Standort zurückgekehrt. Der Bildhauer Eberhard Wolf ergänzte die fehlenden Teile der Figuren nach Fotos und fertigte sie neu. Allein die Figur „Ernst“ musste aufgrund ihres schlechten Erhaltungszustands vollständig neu gegossen werden.
Der 1903/04 entstandene Entwurf für das Mozartdenkmal – ein Gipsmodell des Kunstwerks wird in der Skulpturensammlung in Dresden verwahrt – bildet nicht nur den Höhepunkt des Frühwerks von Hosaeus. Das Denkmal gilt auch als dessen bekannteste Schöpfung und ist 1914 mit einer Goldenen Medaille ausgezeichnet worden. Das Denkmal zählt außerdem zu den populärsten Schöpfungen des sächsischen Jugendstils. Hosaeus, der schon früh über die Grenzen Berlins hinaus zu Ansehen gelangt ist, wandte sich ab 1914 zunehmend deutsch-nationalen Themen zu. Nach Kriegsende dominieren Grab- und Kriegerdenkmäler sein Werk. Durch seine Mitwirkung bei der überregional tätigen Landeskunstkommission und der Abteilung des 1918 eingeführten Reichskunstwartes gelangt Hosaeus auch in dieser Zeit an viele Aufträge außerhalb von Berlin. Ab 1928 entstehen mehrere Arbeiten für die Berliner Siemensstadt, so unter anderem der Genoveva-Brunnen in der Harriesstraße.
Der künstlerische Wert des Gesamtwerks von Hermann Hosaeus ist aufgrund des nach 1910 erkennbaren stilistischen Wandels durchaus umstritten. In dieser Schaffensphase zeichnet sich die Tendenz zu einer monumentalen, pathosgeladenen Figurengestaltung in Verbindung mit einer inhaltlichen Fokussierung auf militärische Sujets ab. Damit trug sein Werk schon früh die Züge eines heroischen Realismus, wie er später im Dritten Reich praktiziert werden sollte. Das vor dieser Zeit entstandene Mozartdenkmal allerdings lässt noch nichts von dieser Entwicklung des Künstlers erahnen. Als herausragendes Objekt nicht nur des Frühwerks von Hosaeus, sondern auch des sächsischen Jugendstils ist es sowohl von personengeschichtlicher als auch von künstlerischer Bedeutung (LfD/2014). Literatur:
  - Georg Beutel: Die Bürgerwiese in Dresden. (= Geschichtliche Wanderfahrten. Nr. 52). Dresden 1938.
  - A. Dehmer: Hosaeus, Hermann. In: Allgemeines Künstlerlexikon. Die Bildenden Künstler aller Zeiten und Völker (AKL). Band 34, Saur, München u. a. 2002, ISBN 3-598-22774-4, S. 217 f.
  - Silke Meißner: Die Bildende Kunst in Dresden 1870–1920. Die Dresdner Brunnen 1870–1920 – Ein Beitrag zur Kulturgeschichte der Stadt Dresden. Dresden 1991 (Diplomarbeit Pädagogische Hochschule Dresden)
  - Ein Denkmal muss her. (= Briefe des Mozart-Vereins Nr. 2) Dresden, Mai 2021 (Digitalisat, PDF; 0,6 MB).
7. ↑  Denkmaltext

Südlich der Querung der Zinzendorfer Straße schmückt eine große Sandsteinvase des Künstlers Thaddäus Ignaz Wiskotschill die Mitte eines Blumenrondells. Zusammen mit zwei weiteren Vasen sowie vier Standbildern antiker Helden desselben Künstlers ist die Vase 1854 aus dem Garten des Palais Brühl-Marcolini auf die Bürgerwiese versetzt worden. Nach der Umwandlung des Stadtpalastes in das Friedrichstädter Krankenhaus ist bereits im Jahr 1846 unter den Stadtverordneten über die Weiterverwendung der dort befindlichen Bildwerke beratschlagt worden. Vor der Wiederaufstellung sind die ausbesserungsbedürftigen Werke laut Georg Beutel zur besseren Haltbarkeit mit Öl- und Wachsfarben gestrichen worden. Zuletzt ist die Vase 1990 von Ole Göttsche restauriert worden. Von den einst drei Marcolini-Vasen der Inneren Bürgerwiese haben zwei im Laufe der Zeit ihren Aufstellungsort gewechselt. Die erste ist 1907 an den Bönischplatz versetzt worden, weil sie dem in diesem Jahr errichteten Mozartdenkmal zu nahe stand. Die zweite ist aufgrund der geänderten Straßenführung am Georgplatz auf die Äußere Bürgerwiese versetzt worden. Die vor Ort erhaltene zweihenkelige Deckelvase steht auf einem hochrechteckigen Postament. Auf einer quadratischen Bodenplatte sitzt der runde, sich nach oben verjüngende Vasenfuß. Ein mit stilisierten Blättern geschmückter Ring vermittelt zwischen dem Fuß und dem bauchig ausladenden Korpus. Seitlich sind an letztem zwei Henkel, die scheinbar aus je zwei Frauenköpfen emporwachsen, befestigt. Der annähernd zylindrisch geformte, weite Vasenhals zeigt umlaufend mythologische Reliefszenen. Den oberen Abschluss bildet ein mit rundem Knauf bekrönter Deckel.
8. ↑  Denkmaltext

Für die Ausstattung des Rosenbeetes am Teich der Bürgerwiese bot die Hermannstiftung der Stadt im Jahr 1881 bildnerischen Schmuck an. „Den Übermut des Knaben zu steuern ist der Mutter erste Pflicht“ lautete der Titel des Wettbewerbs, den die Stiftung für diesen Zweck ausschrieb. Aus diesem ging die antikisierende Marmorgruppe „Venus, Amor die Flügel beschneidend“ des Künstlers Heinrich Bäumer (1836–1898) als Sieger hervor. 1886 wurde sie an dem für sie bestimmten Ort aufgestellt. Allein für die Kosten des runden, aus Granit gefertigten Postaments hatte die Stadt aufzukommen.
Die auf einem Felsen sitzende, lediglich mit einem locker um ihre Hüfte gelegten Tuch bekleidete Venus ist im Begriff, die Flügel ihres Sohns Amor zu stutzen. Amor steht, den Rücken seiner Mutter zugewandt, zwischen deren gespreizten Beinen. Die Figurengruppe ist vollplastisch gestaltet und umschreitbar. Ihr Inhalt erschließt sich dem Betrachter allerdings nur aus der Frontalansicht heraus. Etwa auf halber Höhe der Skulptur hält Venus mit der einen Hand den Flügel Amors auf ihrem rechten Bein fixiert, mit der anderen setzt sie zum Schneiden an. Gleichzeitig greift Amor, um seine Mutter an ihrem Vorhaben zu hindern, nach dem Werkzeug in ihrer Hand. Dabei schaut er seine Mutter flehend an. Sie erwidert den Blick mit Strenge.
Der aus Westfalen stammende Heinrich Bäumer lernte zunächst bei seinem Vater Modelltischler, später arbeitete er in einer Münsteraner Bildhauerwerkstatt, wo er hauptsächlich Heiligenbilder schnitzte. In Dresden lernte er ab 1859 zunächst bei Wilhelm Schwenk (1830–1871). Nach einem zweijährigen Romaufenthalt, zieht es ihn 1868 wieder nach Dresden, wo seine Werkstatt bald zahlreiche Aufträge erhält. Für Dresden und sein Umland schuf er zahlreiche allegorische und mythologische Figuren und Büsten sowie Bauschmuck.
Der klassizistische Stil, der uns in der Figurengruppe auf der Bürgerwiese begegnet, war prägend für Bäumers Schaffen. Bis zum Jahr 1898 ist er als Bildhauer an der Goldenen Pforte des Freiberger Doms belegt. Ein weiteres Werk Bäumers ist der Stadtbrunnen in Zittau.
Die Umsetzung des ausgeschriebenen Themas in Form der mythologischen Mutter-Kind-Gruppe ist eine zeittypische Erscheinung. Die Beziehung zwischen der Liebesgöttin und ihrem ungezogenen Sohn war ein beliebtes Genremotiv besonders der zweiten Hälfte des 19. Jahrhunderts. So erfanden die zur Berliner Bildhauerschule zählenden Künstler Reinhold Begas (Venus und Amor, Entwurf 1864), Peter Breuer (Venus und Amor, Entwurf um 1911) und Gustav Eberlein Bildgruppen ähnlicher Thematik. Im Werk Eberleins lassen sich für das Jahrzehnt von 1886 bis 1896 gleich mehrere solcher Kompositionen nachweisen, die um 1900 fabrikmäßig vertrieben worden sind (Das Verbot, Entwurf um 1893, Venus, Amor züchtigend, o. J., u.a.). Die Marmorgruppe Bäumers ist deshalb neben ihrer hohen künstlerischen Qualität auch als zeitgeschichtliches, das heißt epochentypisches, Zeugnis von Bedeutung (LfD/2014). Literatur:
  - Georg Beutel: Die Bürgerwiese in Dresden. (= Geschichtliche Wanderfahrten. Nr. 52). Dresden 1938.
  - Peter Bloch, Sibylle Einholz, Jutta von Simson (Hrsg.): Ethos und Pathos. Die Berliner Bildhauerschule 1786–1914. Ausstellungskatalog. Staatliche Museen Preußischer Kulturbesitz Berlin, Berlin 1990.
  - D. T.: Bäumer, Heinrich. In: Allgemeines Künstlerlexikon. Die Bildenden Künstler aller Zeiten und Völker (AKL). Band 6, Saur, München u. a. 1992, ISBN 3-598-22746-9, S. 260.
9. ↑  Denkmaltext

Die am Teich der Bürgerwiese gelegene Bronzeplastik „Zwei Mütter“ ist eine Arbeit des Künstlers Heinrich Epler (1856–1905). Das während der Deutschen Kunstausstellung 1899 unter dem Namen „Die Sintflut“ gezeigte Gipsmodell der Bronze wurde noch im gleichen Jahr von der Stadt Dresden erworben. Drei Jahre später ist die ursprünglich für einen Brunnen gedachte Gruppe vom Architekten Julius Graebner in die Anlage der Bürgerwiese integriert worden.
Die Gruppe zeigt zwei Mütter, eine Frau und eine Tigerin, die, bedroht von Wasserfluten, für das Überleben ihrer Kinder um den rettenden Platz auf der Spitze eines kleinen Felsen kämpfen. Der bis zur Hälfte seiner Höhe von Wellen umflutete Fels ragt spitz empor. Auf ihm hockt eine unbekleidete Frau, die in ihrem linken Arm einen Säugling hält, während sie mit dem rechten eine sich seitlich an dem Felsen festkrallende Tigerin abwehrt. Ihr Junges hält das Raubtier im Maul gen Himmel. Die Anstrengung des Kampfes zeigt sich in der angespannten Muskulatur des Tieres, die Verzweiflung der Frau in deren Gesicht – ihr Mund ist zum Schreien geöffnet. Die Intensität des Ereignisses wird durch die Oberflächengestaltung, wie das strähnige Fell der Tigerin, die peitschenden Wellen, den zerklüfteten Fels und das vom Wind verwehte Haar der Frau, gesteigert. Die durch Witterungseinflüsse hervorgerufene unterschiedliche Farbigkeit der Bronze (durch Spuren herabrinnenden Wassers) unterstützt den kraftvollen Ausdruck des Sujets.
Der aus Franken stammende Epler studierte von 1869 bis 1874 bei dem Bildhauer Johannes Schilling an der Akademie für Bildende Künste in Dresden. Bekannt ist der seit 1876 selbständig in Dresden tätige Künstler als Schöpfer von Bauskulptur an öffentlichen Gebäuden der Stadt Dresden, von Denkmalen, Grabmalen, Porträtbüsten und Kleinplastiken. So stammt von ihm unter anderem das in das Jahr 1892 datierende Hochrelief am Hauptportal der Dresdner Kunstakademie, an der er seit 1897 Professor der Modellierklasse war. Das Relief zeigt die Allegorien links der Antike mit dem olympischen Zeus, rechts der Renaissance mit der Sixtinischen Madonna und den Genius der Kunst. Eplers Schaffen konzentrierte sich vornehmlich auf Dresden, wobei einzelne Werke auch für Standorte in Chemnitz, Zwickau, Hamburg oder Koblenz entstanden sind.
Als Arbeit des Schilling-Schülers Epler ist die Bronzegruppe „Zwei Mütter“ von personen- sowie kunstgeschichtlicher Bedeutung. Sie dokumentiert die Weiterentwicklung der durch Ernst Rietschel und Ernst Julius Hähnel begründeten, ruhmreichen Dresdner Bildhauerschule des 19. Jahrhunderts. Vergleicht man die ausdrucksstarke Bildgruppe „Zwei Mütter“ beispielsweise mit den klassizistisch anmutenden Reliefs des Akademieportals, so fällt auf, dass der Künstler, entsprechend dem jeweiligen Sujet, zwischen verschiedenen Stilen wechselt. In der stilistischen Wandlungsfähigkeit zeigt Epler sich als typischer Vertreter des späten Historismus (LfD/2014). Literatur:
  - Georg Beutel: Die Bürgerwiese in Dresden. (= Geschichtliche Wanderfahrten. Nr. 52). Dresden 1938.
  - G. Kloss: Epler, Carl Heinrich. In: Allgemeines Künstlerlexikon. Die Bildenden Künstler aller Zeiten und Völker (AKL). Band 34, Saur, München u. a. 2002, ISBN 3-598-22774-4, S. 217 f.
  - Silke Meißner: Die Bildende Kunst in Dresden 1870–1920. Die Dresdner Brunnen 1870–1920 – Ein Beitrag zur Kulturgeschichte der Stadt Dresden. Dresden 1991 (Diplomarbeit Pädagogische Hochschule Dresden)
  - Bärbel Stephan: Sächsische Bildhauerkunst. Johannes Schilling 1828–1910. Berlin 1996, S. 72.
10. ↑  Denkmaltext – Otto-Ludwig-Denkmal

Südlich der Querung der Blüherstraße findet sich die überlebensgroße Büste des Schriftstellers Otto Ludwig (1813–1865) auf dem Areal der Äußeren Bürgerwiese. Die Tiedge-Stiftung, die 1841 nach dem Tod des Dichters Christoph August Tiedge (1752–1841) durch dessen Freund Friedrich Anton Serre (1789–1863) gegründet worden war, setzte sich das Ziel, zum einen das Andenken Tiedges aufrechtzuerhalten und zum anderen die Not mittelloser Künstler zu lindern. Anfang des 20. Jahrhunderts fasste sie den Beschluss, Otto Ludwig durch ein Denkmal zu ehren. Aus mehreren Entwürfen setzte sich die von Arnold Kramer (1863–1918) entworfene Büste in Form einer Marmor-Herme durch. Das bärtige Bildnis des Schriftstellers, das in eine schlicht gehaltene, seitlich mit „Arnold Kramer 1911“ bezeichnete Marmorstele übergeht, wurde 1911 von der Stiftung erworben und der Stadt geschenkt.
Der 1863 in Wolfenbüttel geborene Kramer studierte ab 1882 Zeichnen und Modellieren an der TH Braunschweig. Seine Studien setzte er von 1883 bis 1888 an der Dresdner Kunstakademie fort, wo er als Schüler in das Atelier Ernst Julius Hähnels eintrat. Nach seiner Ausbildung lebte und arbeitete er sowohl in Dresden als auch in Braunschweig, wo er 1918 verstarb. Kramer schuf, vor allem zu Beginn seiner Tätigkeit, zahlreiche Bildnisbüsten und -statuetten. Für die Schlosskirche Chemnitz fertigte er zwei beinahe lebensgroße Sandsteinskulpturen von Moses und Johannes dem Täufer (1900) und für die Strehlener Kirche in Dresden entstanden drei Reliefs mit Szenen aus dem Leben Jesu. Ein Hauptwerk, das ihn überregional bekannt werden ließ, ist der 1906 auf dem Bäckerklint in Braunschweig aufgestellte bronzene Eulenspiegel-Brunnen. Kurze Zeit darauf entstand die Büste Otto Ludwigs für die Bürgerwiese.
Die künstlerische Bedeutung des Otto-Ludwig-Denkmals entspringt seiner bewusst schlicht gehaltenen Formensprache und Konzentration auf das wesentliche Moment, wodurch der realistische Ansatz in Kramers Kunst noch deutlicher zutage tritt. Gerade im Vergleich mit Bildnissen seines klassizistisch arbeitenden Lehrers Hähnel (Theodor-Körner-Denkmal, Dresden) wird dies augenfällig (LfD/2014). Literatur:
  - Georg Beutel: Die Bürgerwiese in Dresden. Dresden 1938.
  - Kramer, Arnold. In: Hans Vollmer (Hrsg.): Allgemeines Lexikon der Bildenden Künstler von der Antike bis zur Gegenwart. Begründet von Ulrich Thieme und Felix Becker. Band 21: Knip–Krüger. E. A. Seemann, Leipzig 1927, S. 411–412 (biblos.pk.edu.pl).
11. ↑  Denkmaltext

Südlich der Blüherstraße, auf dem Areal der Äußeren Bürgerwiese gelegen, steht der Nymphenbrunnen, dessen Figurenaufsatz das Ergebnis eines im Jahr 1901 vom Rat der Stadt Dresden abgehaltenen Wettbewerbs zur Förderung des freien künstlerischen Schaffens ist. Die Anschaffung des Kunstwerks erfolgte aus Mitteln der Güntzstiftung – einer 1856 durch den Besitzer des Dresdner Anzeigers, Justus Friedrich Güntz (1801–1875), gegründeten Stiftung, die in ihren Statuten festlegte, dass ihre Gelder einzig zum wohltätigen Zweck und zur Verschönerung der Stadt zu nutzen seien. Der Ausführung der Skulptur voraus ging eine Vorstudie, die der Künstler Bruno Fischer (1860–1932) als „weibliche Brunnenfigur, Gipsmodell für Dresden“ 1904 unter der Katalog-Nummer 1613 auf der Großen Kunstausstellung Dresden präsentierte. Entwurf und Ausführung der die Skulptur fassenden, architektonischen Anlage gehen zurück auf den Architekten Professor Wilhelm Kreis, der auch für den künftigen Standort des Kunstwerks wählte. Nachdem die Figur bereits 1906 fertig war, gelang es aufgrund von Verzögerungen bei der Ausführung der Anlage erst Ende 1908, den Brunnen auf der Bürgerwiese aufzustellen und an die Stadt zu übergeben.
Die von Fischer in Tiroler Marmor gefertigte weibliche Brunnenfigur sitzt oberhalb eines stufenartigen Unterbaus, dessen Basis die mit dem Namen des Künstlers bezeichnete Plinthe bildet, auf einer Bank. Den linken Fuß bereits auf den Boden gesetzt, das rechte Bein noch angewinkelt auf der halbrunden Sitzgelegenheit abgelegt, ist die unbekleidete Figur im Moment des Sicherhebens dargestellt. Den Oberkörper leicht nach vorn gebeugt, stützt sie sich mit der linken Hand auf der Vorderkante der Sitzgelegenheit ab, während die rechte hinter sich in das unter ihrem Körper in kleine Falten drapierte Tuch greift. Ergänzt wird die Brunnenfigur durch ein zu ihren Füßen liegendes, ovales Brunnenbecken, in das sich in ruhigem Strahl Wasser durch das Maul einer Tiermaske ergießt, und durch zu beiden Seiten aufgestellte Ruhebänke. Als Hintergrund für das Werk wählte Kreis eine Baumgruppe, mit der der Brunnen seiner Ansicht nach vorzüglich harmoniere.
Der Urheber der Badenden, der Bildhauer Bruno Fischer studierte in den Jahren von 1880 bis 1890 an den Akademien in Stuttgart und Dresden, wo der Meisterschüler Johannes Schillings, eine klassizistisch geprägte Ausbildung erhielt. Charakteristisch für seine Kompositionen ist aber nicht eine idealisierte, sondern eine naturalistische Darstellungsweise. Nicht die Erhabenheit der Kontur, sondern das Festhalten eines bestimmten Bewegungsmoments gaben den Ausschlag für die Komposition der Badenden. Nach einer Studienreise, die ihn von 1894 bis 1896 nach Italien führte, ließ Fischer sich als selbständiger Bildhauer in Dresden nieder. Er schuf vor allem Bauplastiken, Brunnen, Potraitreliefs, Grabdenkmäler, Kleinplastiken und Entwürfe zu kunstgewerblichen Arbeiten. Ein Großteil seiner Werke, wie zum Beispiel der Gerechtigkeitsbrunnen auf dem Holbeinplatz in Dresden-Johannstadt, ist im Zweiten Weltkrieg zerstört worden. Erhalten haben sich unter anderem ein Hochrelief in einem Giebelfeld des Dresdner Ständehauses, das Saxonia vor dem liegenden Löwen sitzend zeigt (1906) und der Schusterbrunnen in Siebenlehn bei Freiberg (1926). Fischers Wirken konzentrierte sich räumlich auf Sachsen, im Besonderen auf Dresden. Der Nymphenbrunnen dokumentiert in seiner Abkehr vom Idealismus eine Facette der vom Stilpluralismus geprägten nachklassizistischen Bildhauerkunst um 1900 und ist somit kunsthistorisch bedeutend. Als eines der wenigen noch erhaltenen, qualitätvollen Werke Fischers ist das Werk zudem auch künstlerisch von Bedeutung (LfD/2014). Literatur:
  - Georg Beutel: Die Bürgerwiese in Dresden. Dresden 1938.
  - G. Kloss: Fischer, Bruno. In: Allgemeines Künstlerlexikon. Die Bildenden Künstler aller Zeiten und Völker (AKL). Band 40, Saur, München u. a. 2004, ISBN 3-598-22780-9, S. 312 f.
  - Silke Meißner: Die Bildende Kunst in Dresden 1870–1920. Die Dresdner Brunnen 1870–1920 – Ein Beitrag zur Kulturgeschichte der Stadt Dresden. Dresden 1991 (Diplomarbeit Pädagogische HS Dresden)
12. ↑  Denkmaltext

Die Brunnenplastik Siegfrieds Tod des Künstlers Franz Weschke befindet sich auf der sogenannten „Bürgerwiesenerweiterung“, einer in den Jahren zwischen 1865 und 1869 angelegten Verbindung von Bürgerwiese und Großem Garten südlich der Lennéstraße. Die überlebensgroße Kunststeinplastik ist im Rahmen der 1936 in Dresden veranstalteten ersten Reichsgartenschau aufgestellt worden. Das damalige Ausstellungsgelände entlang der Lennéstraße zog sich von der Stübelallee bis zur Tiergartenstraße. Auf diesem Areal befanden sich ein Brunnenhof sowie eine Springbrunnenanlage im Konzertgarten. Vermutlich ist in diesem Bereich – obwohl im Amtlichen Ausstellungsführer nicht ausdrücklich erwähnt – der Siegfriedbrunnen präsentiert worden.
Das Bildwerk führt dem Betrachter eine Szene aus dem Nibelungenlied vor Augen. Siegfried, der nach einem Wettlauf durch den Wald gerade zum Trinken an einer Quelle kniet, wird von Hagen von Tronje mit einem Speer von hinten erstochen. Zuvor hatte Kriemhild Hagen leichtgläubig die Stelle auf Siegfrieds Rücken verraten, an der dieser verwundbar ist. Über einem halbkreisförmigen Brunnenbecken kauert der tödlich verletzte Siegfried auf einem leicht stilisiert dargestellten Felsen. Mit seiner rechten Hand greift er nach dem Speerschaft, der aus seinem Rücken ragt. Das Gesicht wendet er schmerzverzerrt nach oben. Die Gestaltung des Gesichts mit tiefliegenden Augen und zerfurchter Stirn und die im Verhältnis zu groß geratenen Hände und Arme verleihen der Figur ein hohes Maß an Ausdruckskraft.
Der in Dresden geborene und verstorbene Franz Weschke (1883–1944) studierte in den Jahren von 1907 bis 1911 an der Dresdner Kunstakademie und war im Fach Malen Meisterschüler von Georg Wrba und Richard Müller (1874–1954), der von 1933 bis 1935 Rektor der Akademie war. Von Weschke, dessen Wohnung und Atelier bei den Bombenangriffen auf Dresden zerstört wurden, findet sich im Dresdner Fichtepark ein weiteres Bildwerk, ein Mädchen mit Delphin als Allegorie des Frohsinns.
Der 1936 aufgestellte Siegfriedbrunnen steht beispielhaft für die Entwicklung der Kunst nach der Machtergreifung Adolf Hitlers. Inhaltlich und formal folgt Weschke den Forderungen der NS-Kulturpolitik. Als Ausdruck eines zeittypischen pathosgeladenen und heroisierenden Realismus sowie als Relikt der Reichsgartenschau ist der Siegfriedbrunnen sowohl kunstgeschichtlich als auch zeitgeschichtlich bedeuten. Nicht zuletzt kommt ihm als eines der wenigen erhaltenen Werke Weschkes ein Seltenheitswert zu (LfD/2014).